# Scieurac-et-Flourès
Scieurac-et-Flourès är en kommun i departementet Gers i regionen Occitanien i sydvästra Frankrike. Kommunen ligger i kantonen Marciac som tillhör arrondissementet Mirande. År 2022 hade Scieurac-et-Flourès 42 invånare.

## Befolkningsutveckling
Antalet invånare i kommunen Scieurac-et-Flourès
Referens:INSEE